# Tốt Bản
Tốt Bản là một tiểu quốc bộ tộc xuất hiện ở miền bắc bán đảo Triều Tiên vào khoảng thế kỷ 1 TCN.
Năm 37 TCN, Đông Minh Vương (Jumong) chạy khỏi Đông Phù Dư để trốn khỏi nguy cơ bị xử tử bởi Thái tử Đông Phù Dư là Đại Tổ, người đã sẵn có lòng ghen ghét với ông. Sau khi chạy trốn, Jumong lập nên một vương quốc mới vào năm 37 TCN gọi là Cao Câu Ly trong khu vực Tốt Bản.
Tốt Bản cũng là kinh đô đầu tiên của vương quốc Cao Câu Ly từ năm 37 TCN – 3 CN.